# Gang Signs & Prayer
Gang Signs & Prayer é o álbum de estreia do rapper britânico Stormzy. Foi lançado em 24 de fevereiro de 2017 de forma independente através da #Merky Records enquanto era distribuído pela ADA da Warner Music Group. É o primeiro lançamento comercial principal de Stormzy após o seu EP de 2014, Dreamers Disease. O álbum apresenta aparições convidadas dos colegas MCs Wretch 32, Ghetts e J Hus, juntamente com os cantores Raleigh Ritchie, Kehlani, e MNEK. Possui produção de Fraser T Smith, Sir Spyro e entre outros.
O primeiro single do álbum foi "Big for Your Boots", que alcançou o número seis na UK Singles Chart, tornando-se a maior posição nesse gráfico de Stormzy até a data no momento do lançamento. Gang Signs & Prayer foi aclamado pela crítica após o seu lançamento, e entrou na primeira posição da UK Albums Chart com vendas de 69.000, tornando-se o primeiro álbum grime da história a atingir o número um. Ele mantém a distinção de ter cada música do álbum aparecendo simultaneamente na UK Singles Chart, incluindo sete canções no top 40.

## Antecedentes
Depois de chamar a atenção para a cena da música underground do Reino Unido através de sua série Wicked Skengman de freestyles sobre os clássicos grime beats, Stormzy lançou o EP Dreamers Disease independentemente em julho de 2014.
Em março de 2015, ele lançou o single "Know Me From", que entrou na UK Singles Chart na posição 49. Em setembro de 2015, ele lançou uma parcela final para sua série "WickedSkengMan", "WickedSkengMan 4" no iTunes, ao longo de uma versão de estúdio de seu freestyle "Shut Up", sobre o instrumental de Functions on the Low de XTC. A faixa estreou no número 18 na UK Singles Chart, tornando-se o primeiro maior sucesso da Stormzy. O vídeo on-line para "Shut Up" ganhou milhões de visualizações e atenção no mainstream. Como resultado, Stormzy lançou uma campanha para a canção poder atingir o número um de Natal no Reino Unido, em última análise, atingindo o número oito na UK Singles Chart.
Após o hiato de um ano na mídia social para se concentrar na gravação do álbum, Stormzy voltou no início de fevereiro de 2017 através de uma série de campanhas de outdoor em Londres exibindo citações líricas e a hashtag #GSAP 24.02. O título do álbum foi anunciado como Gang Signs & Prayer, que foi lançado em 24 de fevereiro de 2017, seguido da lista de faixas no dia seguinte.

## Singles
"Big for Your Boots" foi lançado como o primeiro single do álbum em 3 de fevereiro de 2017. A faixa foi produzida por Fraser T Smith e Sir Spyro. A canção entrou na UK Singles Chart na posição de número oito, ficando junto com "Shut Up" como o single mais famoso de Stormzy. A música atingiu uma nova posição de número seis na quarta semana nos gráficos após o lançamento de Gang Signs & Prayer, superando "Shut Up" como o single mais famoso do rapper.
"Cold" foi lançado como o segundo single do álbum em 12 de março, após o álbum receber uma certificação de ouro no Reino Unido.
"Cigarettes & Cush" foi lançado como o terceiro single do álbum em 29 de agosto de 2017.
"Blinded by Your Grace, Pt. 2" foi lançado como o quarto single do álbum em 27 de outubro de 2017.

## Faixas
| N.º            | Título                                                     | Compositor(es)                                                          | Produtor(es)                 | Duração |  |
| 1.             | "First Things First"                                       | Michael Omari Alex Crossan                                              | Mura Masa Fraser T Smith     | 3:27    |  |
| 2.             | "Cold"                                                     | Omari Omari Mosi Wooley                                                 | Swifta Beater Fraser T Smith | 2:36    |  |
| 3.             | "Bad Boys" (participação de Ghetts e J Hus)                | Omari Justin Clarke Momodou Jallow                                      | Fraser T Smith E.Y Beats 169 | 4:06    |  |
| 4.             | "Blinded by Your Grace, Pt. 1"                             | Omari Fraser Lance Thronycroft-Smith Varren Wade Dion Wardle            | Fraser T Smith               | 2:40    |  |
| 5.             | "Big for Your Boots"                                       | Omari Karl Joseph                                                       | Fraser T Smith Sir Spyro     | 3:58    |  |
| 6.             | "Velvet / Jenny Francis (Interlude)"                       | Omari Mikey Akin Moses Samuels Neo Jessica Joshua                       | Fraser T Smith               | 5:39    |  |
| 7.             | "Mr Skeng"                                                 | Omari Joseph                                                            | Fraser T Smith Sir Spyro     | 3:17    |  |
| 8.             | "Cigarettes & Cush" (participação de Kehlani e Lily Allen) | Omari Thornycroft-Smith Kehlani Parrish Wardle                          | Fraser T Smith               | 5:49    |  |
| 9.             | "21 Gun Salute (Interlude)" (participação de Wretch 32)    | Omari Jermaine Sinclair Akin Samuels                                    | Fraser T Smith               | 2:26    |  |
| 10.            | "Blinded by Your Grace, Pt. 2" (participação de MNEK)      | Omari Uzoechi Emenike Thornycroft-Smith                                 | Fraser T Smith               | 3:50    |  |
| 11.            | "Return of the Rucksack"                                   | Omari Joseph Dylan Kwabena Mills                                        | Sir Spyro Fraser T Smith     | 3:04    |  |
| 12.            | "100 Bags"                                                 | Omari Sunny Kale                                                        | Fraser T Smith Kale          | 3:37    |  |
| 13.            | "Don't Cry for Me" (participação de Raleigh Ritchie)       | Omari Jacob Anderson Varren Wade Isra Andja-Diumi Lohata Prince Galalie | Fraser T Smith Wizzy Wow     | 3:34    |  |
| 14.            | "Crazy Titch (Interlude)"                                  | Omari Carl Dobson                                                       | Fraser T Smith               | 2:40    |  |
| 15.            | "Shut Up"                                                  | Omari XTC                                                               | XTC                          | 2:46    |  |
| 16.            | "Lay Me Bare"                                              | Omari EY Kwabena Adjepong Thornycroft-Smith                             | EY Fraser T Smith            | 5:04    |  |
| Duração total: | Duração total:                                             | Duração total:                                                          | Duração total:               | 58:46   |  |

## Recepção

### Crítica
| Críticas profissionais | Críticas profissionais |
| Pontuações agregadas   | Pontuações agregadas   |
| Fonte                  | Avaliação              |
| ---------------------- | ---------------------- |
| Metacritic             | 82/100                 |
| Avaliações da crítica  |                        |
| Fonte                  | Avaliação              |
| AllMusic               | [ 19 ]                 |
| Evening Standard       | [ 20 ]                 |
| The Guardian           | [ 21 ]                 |
| The Independent        | [ 22 ]                 |
| The Line of Best Fit   | 9/10                   |
| musicOMH               | [ 24 ]                 |
| NME                    | [ 25 ]                 |
| Pitchfork              | 7.6/10                 |

Após a sua liberação, Gang Signs & Prayer recebeu críticas aclamadas pela crítica profissional. No Metacritic, que atribui uma classificação normalizada de 100 para comentários das publicações convencionais, o álbum recebeu uma pontuação média de 82, com base em 18 avaliações. Dando-lhe uma pontuação perfeita, Jordan Bassett da NME afirmou que Stormzy "oferece uma estréia nocaute que é impetuosa e pensativa na mesma medida".
Alexis Petridis, da The Guardian, elogiou a diversidade musical do álbum: "Mais surpreendente, no entanto, é a confiança com que outras faixas se deslocam para um território musical inesperado. No papel, um rapper como Stormzy gravando um lo-fi, Stevie Wonderesque com uma faixa gospel chamada "Blinded By Your Grace, Pt 1" parece um caso de livro-texto de um artista que se sobrecarrega, na realidade, é fantástico e estranhamente emocionante.", concluindo que "Não é uma estréia perfeita - também é um pouco longo para uma coisa, e há alguns pontos em que afunda - mas parece um álbum repleto de ideias originais e ousadas. Mais importante ainda, soa como o trabalho de um artista com a confiança e o talento para tirar essas idéias fora.

### Performance comercial
Depois de receber uma estreita competição com o álbum Human de Rag'n'Bone Man, Gang Signs & Prayer estreiou na primeira posição na UK Albums Chart, com estimativas de vendas de 68.594 cópias. Estabeleceu registros de streaming britânicos mais da primeira semana para um álbum número um, com 13,9 milhões de streams, superando a contagem de streamers da semana de estreia de Drake, com o álbum Views. Gang Signs & Prayer tornou-se o primeiro álbum de grime a atingir o número um, além de se juntar com artistas como Skepta e Giggsde nos gráficos dos cinco melhores independentemente. O álbum também alcançou a posição de número um na UK Independent Chart, UK R&B Chart e na Irish Albums Chart e também atingiu a segunda posição na Scottish Albums Chart. Fora do Reino Unido, entrou na Official New Zealand Music Chart na 14ª posição e na 34ª posição na Suécia.
Na primeira semana de lançamento do álbum, sete faixas do álbum estavam no top 40 da UK Singles Chart - "Big for Your Boots", "Cold", "Bad Boys", "First Things First", "Mr Skeng", "Cigarettes & Cush" e "Shut Up". Todas as dezesseis canções do álbum apareceram no top 100 em uma única semana, fazendo Stormzy, o quarto artista a conseguir tal feito, depois de Justin Bieber (Purpose), Beyoncé (Lemonade) e The Weeknd (Starboy).
Gang Signs & Prayer obteve uma certificação de prata pela BPI em sua primeira semana de lançamento.

## Desempenho nas tabelas musicais
| Tabela (2017)                             | Melhor posição |
| ----------------------------------------- | -------------- |
| Austrália (ARIA)                          | 11             |
| Austrália (ARIA)                          | 1              |
| Bélgica (Ultratop Flandres)               | 86             |
| Bélgica (Ultratop Valônia)                | 126            |
| Canadá (Billboard)                        | 91             |
| Dinamarca (Hitlisten)                     | 12             |
| Países Baixos (Dutch Charts)              | 25             |
| Finlândia (Suomen virallinen lista)       | 44             |
| Irlanda (IRMA)                            | 1              |
| Nova Zelândia (RMNZ)                      | 14             |
| Noruega (VG-lista)                        | 22             |
| Escócia (Official Scottish Albums)        | 2              |
| Suécia (Sverigetopplistan)                | 34             |
| Suíça (Schweizer Hitparade)               | 38             |
| Reino Unido (Official Albums Chart)       | 1              |
| Reino Unido (UK Independent Albums Chart) | 1              |
| Reino Unido (UK R&B Albums Chart)         | 1              |

| Paradas (2017)           | Posição |
| ------------------------ | ------- |
| Reino Unido Albums (OCC) | 10      |

| País              | Certificação | Vendas  |
| ----------------- | ------------ | ------- |
| Reino Unido (BPI) | Ouro         | 280.000 |